# Trollhättan
Trollhättan este un oraș în Suedia.

## Demografie
| \| Evoluția demografică a zonei urbane Trollhättan, 1970–2015 \| Evoluția demografică a zonei urbane Trollhättan, 1970–2015 \| Evoluția demografică a zonei urbane Trollhättan, 1970–2015 \| Evoluția demografică a zonei urbane Trollhättan, 1970–2015 \| Evoluția demografică a zonei urbane Trollhättan, 1970–2015 \| \| --------------------------------------------------------------------------------------- \| ---------------------------------------------------------- \| ---------------------------------------------------------- \| ---------------------------------------------------------- \| ---------------------------------------------------------- \| \| An \| \| \| Locuitori \| \| \| 1970 \| 1970 \| \| 41.016 \| 41.016 \| \| 1975 \| 1975 \| \| 42.499 \| 42.499 \| \| 1980 \| 1980 \| \| 41.369 \| 41.369 \| \| 1990 \| 1990 \| \| 40.178 \| 40.178 \| \| 1995 \| 1995 \| \| 43.520 \| 43.520 \| \| 2000 \| 2000 \| \| 44.046 \| 44.046 \| \| 2005 \| 2005 \| \| 44.498 \| 44.498 \| \| 2010 \| 2010 \| \| 46.457 \| 46.457 \| \| 2015 \| 2015 \| \| 48.573 \| 48.573 \| \| Sursa: SCB - Statistika Centralbyrån, Folkmängden per tätort. Vart femte år 1960 - 2016 \| \| \| \| \| |      |  |           |        |
| Evoluția demografică a zonei urbane Trollhättan, 1970–2015 |      |  |           |        |
| An |      |  | Locuitori |        |
| 1970 | 1970 |  | 41.016    | 41.016 |
| 1975 | 1975 |  | 42.499    | 42.499 |
| 1980 | 1980 |  | 41.369    | 41.369 |
| 1990 | 1990 |  | 40.178    | 40.178 |
| 1995 | 1995 |  | 43.520    | 43.520 |
| 2000 | 2000 |  | 44.046    | 44.046 |
| 2005 | 2005 |  | 44.498    | 44.498 |
| 2010 | 2010 |  | 46.457    | 46.457 |
| 2015 | 2015 |  | 48.573    | 48.573 |
| Sursa: SCB - Statistika Centralbyrån, Folkmängden per tätort. Vart femte år 1960 - 2016 |      |  |           |        |

## Personalități născute aici
- Johan Dahlin (n. 1986), fotbalist;